# Penso, sorrido e canto/Sinceramente
Penso, sorrido e canto/Sinceramente è il diciottesimo singolo dei Ricchi e Poveri, pubblicato dalla Fonit Cetra (catalogo SP 1535) nel 1973.

## I brani

### Penso, sorrido e canto
Penso, sorrido e canto, presente sul lato A del disco, è il brano con cui il gruppo partecipa a Canzonissima 1973, riuscendo a superare la fase eliminatoria del 9 dicembre e quella del 23 dicembre, in modo da arrivare alla finalissima pur di classificarsi al sesto posto. Il testo è scritto da Armando Toscani e Cristiano Minellono, mentre la musica è composta da Amedeo Minghi e Roberto Conrado.

### Sinceramente
Sinceramente è il brano presente sul lato B del disco. Il testo è scritto dal solito Armando Toscani, mentre la musica è composta da Angelo Sotgiu e Franco Gatti.

## Tracce
Lato A
1. Penso, sorrido e canto (Canzonissima 1973) – 3:25

Lato B
1. Sinceramente – 3:25

## Staff artistico
- Ricchi e Poveri (Angela Brambati, Angelo Sotgiu, Franco Gatti, Marina Occhiena) – voci
- Gian Piero Reverberi – arrangiamenti e direzione orchestrale